# Аркона
 Тази статия е за средновековния град.  За германския боен кораб вижте Аркона (кораб).  
Аркона (7–12 век) е средновековно светилище на нос Аркона, в североизточния край на германския остров Рюген.
Аркона бил столица на княжеството на балтийските славяни руяни. Той бил силно укрепен и разположен в естествено защитена скална местност. Градът се превърнал в религиозен център за околните славянски племена, тъй като в него имало светилища на основните славянски божества. Средновековният датски хронист Саксон Граматик в своя труд „Gesta Danorum“ обяснява, че към Аркона се стичала „дан от цялата Славянска земя“.
Най-величествен и важен в града бил храмът на западнославянския бог Световит (9-12 век). Отряд от триста воини пазел гигантския четирилик идол на бога, който бил изобразен с рог от бик в едната си ръка и меч в другата.
В храмовия комплекс се отглеждали свещени бели коне, които били обект на специален култ и били използвани за извършване на гадания. Руяните вярвали, че преди битка Световит яхвал белия си жребец и препускал невидим пред войските им, за да им помага в боя. Храмът на Световит бил почитан дори от чужди владетели. Датският крал Свен Ото, например, изпратил в дар златни съдове.
През 1168 година датски кръстоносци разрушили града и започнали насилствена християнизация на местните славяни. Събитията били под прекия контрол на датския архиепископ Абсалон.